# Carlos Alazraqui

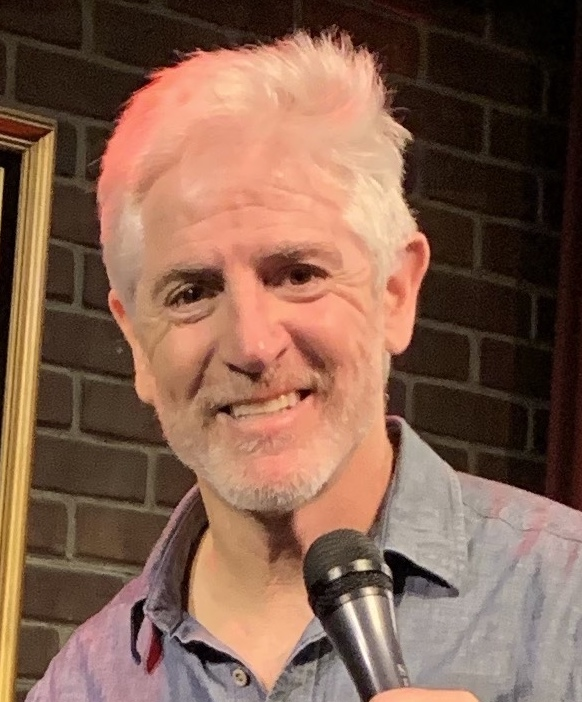
Carlos Alazraqui, 2019

Carlos Jaime Alazraqui (* 20. Juli 1962 in Sacramento) ist ein US-amerikanischer Schauspieler und Synchronsprecher.
Alazraqui wirkte als Darsteller unter anderem in den US-amerikanischen Serien Reno 911! und Tripp’s Rockband mit. Weiterhin ist Alazraqui als Synchronsprecher aktiv. Als solcher kam er bei der englischsprachigen Synchronisation von bekannten Zeichentrickserien wie Family Guy und Rockos modernes Leben zum Einsatz. In den Filmen Abra Katastropha (2003) und Kinder an die Macht (2005) der Fernsehserie Cosmo und Wanda – Wenn Elfen helfen lieh Alazraqui der Figur des Denzel Crocker seine Stimme. Alazraqui war außerdem der englischsprachige Sprecher unter anderem in dem 2004 veröffentlichten Videospiel GoldenEye: Rogue Agent.
Seine Tochter Rylee Alazraqui (* 2011) ist ebenfalls als Schauspielerin und Synchronsprecherin tätig.

## Filmografie (Auswahl)
Darsteller
- 2003–2008: Reno 911! (Fernsehserie, 73 Folgen)
- 2004: Explosionsgefahr: Eine Stadt am Abgrund (Combustion, Fernsehfilm)
- 2010: Tripp’s Rockband (I’m in the Band, Fernsehserie, zwei Folgen)

Synchronisation
- 1993–1996: Rockos modernes Leben (Rocko’s Modern Life, Fernsehserie, 52 Folgen)
- 1998–2005: CatDog (Fernsehserie, 66 Folgen)
- 1999–2001: Family Guy (Fernsehserie, zehn Folgen)
- 1999–2007: SpongeBob Schwammkopf (SpongeBob SquarePants, Fernsehserie, 16 Episoden)
- 2003: Abra Katastropha (The Fairly OddParents: Abra-Catastrophe!)
- 2004–2006: Jimmy Neutron vs. Timmy Turner (The Jimmy Timmy Power Hour)
- 2005: Kinder an die Macht (School’s Out! The Musical)
- 2005–2007: Juniper Lee (The Life and Times of Juniper Lee , Fernsehserie, zwölf Folgen)
- 2006: Happy Feet
- 2008–2013: Phineas und Ferb (Fernsehserie) als Bobby Fabolous
- 2000: Die Abenteuer von Santa Claus (The Life & Adventures of Santa Claus)
- 2010–2012: Mission Scooby-Doo (Scooby-Doo! Mystery Incorporated, Fernsehserie, vier Folgen)
- 2011: Happy Feet 2
- 2015: Alles steht Kopf (Inside Out)
- 2016: Bordertown (Fernsehserie, 13 Folgen)
- 2017: Hey Arnold! Der Dschungelfilm (Hey Arnold! The Jungle Movie)
- 2017–2018: Clarence (Fernsehserie, drei Folgen)
- 2019: Rockos modernes Leben: Alles bleibt anders (Rocko’s Modern Life: Static Cling)
- 2022: Beavis and Butt-Head Do the Universe
- 2022: Star Trek: Lower Decks (Fernsehserie, fünf Folgen)